# Miriana Conte
Miriana Conte (Qormi, Malta; 17 de dezembro de 2000) é uma cantora maltesa. Representou Malta no Festival Eurovisão da Canção de 2025 com a canção «Serving».

## Carreira
A 21 de dezembro de 2016, Miriana foi anunciada como uma das 16 candidaturas selecionadas para competir na seleção nacional de Malta para a Eurovisão de 2017, a cantora participou com a canção «Don't Look Down». No dia 18 de fevereiro de 2017, finalizou em 16.º e último lugar com 156 pontos. No ano seguinte, voltou a participar e terminou em 12.º lugar, com 14 pontos. Em 2018, a cantora participou na 1.º edição da versão maltesa do programa de talentos Factor X, no qual foi co-fundadora do grupo 4th Line, tendo chegado à fase final, em 2019 Miriana deixou de fazer parte do grupo.
Em 2022, Miriana participou novamente na seleção nacional maltesa para o Festival Eurovisão da Canção de 2022 desta feita com a canção «Look What You've Done Now» e ficou em 6.º lugar na final. A 18 de outubro de 2023, foi anunciada entre os participantes da seleção maltesa para o festival europeu de 2024 com a canção «Venom», sendo posteriormente sorteada para atuar no 4.º e último espetáculo da fase semi-final, a 17 de novembro de 2023. No final da ronda, foi anunciado que estava entre os qualificados para a final de 3 de fevereiro de 2024,. onde terminou em 9.ª lugar com 25 pontos.
A 12 de dezembro de 2024, foi anunciado que Miriana era uma das 24 candidatas semifinalistas selecionadas da seleção nacional maltesa para a Eurovisão de 2025 com a canção «Serving». Tendo-se qualificado na segunda semi-final, venceu a votação televisiva na final e ficou em 1.º lugar com 182 pontos, e foi selecionada para representar Malta no Festival Eurovisão da Canção de 2025, em Basileia, na Suíça.

## Discografia

### Singles
- 2017 – Don't look down
- 2018 – Rocket
- 2022 – Look What You've Done Now
- 2024 – Venom
- 2025 – Serving